# Franc Zupanc
Franc Zupanc, slovenski zdravnik, * 8. oktober 1853, Kranj, † 5. september 1922, Ljubljana.

## Življenjepis
Zupanc je študij medicine končal leta 1877 v Gradcu. Sekundariat je opravil v ljubljanski bolnišnici. Po opravljenem sekundariatu se je leta 1881 zaposlil kot okrajni zdravnik v Krškem. Od 1885 pa je delal v Ljubljani, kjer je bil med drugim v obdobju med 1897 do 1919 tudi ravnatelj Babiške šole ter predsednik kuratorija zdravilišč Topolšica in Golnik.
Zupanc je sodeloval pri ustanavljanju bolniških in dobrodelnih ustanov, epidemioloških akcijah na Gorenjskem ter v Ljubljani ob potresu 1895. Zagovarjal je slovensko strokovno izrazje ter objavljal terminološke prispevke. Napisal pa je tudi knjigo o javnem zdravstvu.